# Otto Liman von Sanders

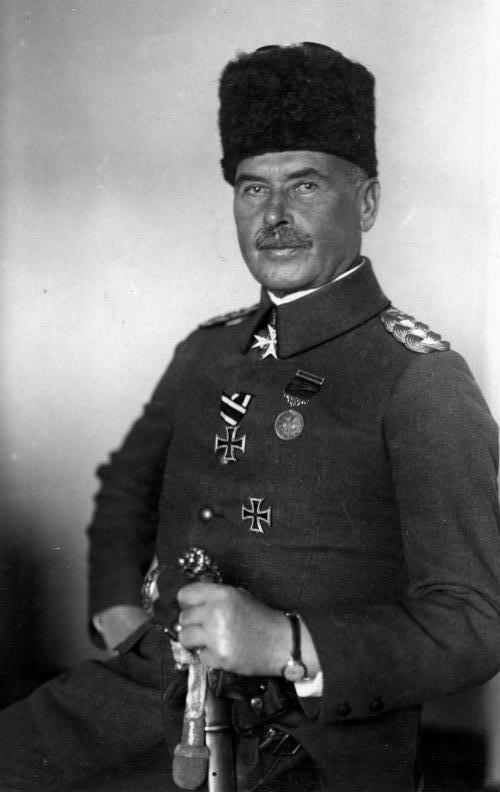
Liman von Sanders, 1916

Otto Viktor Karl Liman von Sanders, bis 1913 Otto Viktor Karl Liman (* 17. Februar 1855 in Stolp; † 22. August 1929 in München) war ein preußischer General der Kavallerie und osmanischer Marschall.

## Leben

### Herkunft und Jugend
Er war der Sohn von Carl Leonhard Liman, Kaufmann und Geheimer Kommissionsrat, Rittergutsbesitzer auf Schwessin, und dessen Ehefrau Emma, geborene Michaelis. Über seinen angeblichen Urgroßvater gibt es divergierende Behauptungen: So sei zum Beispiel Wolff Nathan Liepmann der Urgroßvater väterlicherseits gewesen, ein jüdischer Händler, der um 1740 in Halberstadt geboren worden sei und dessen Sohn Heinrich (geboren in Hamburg 1788), also der Großvater von Otto, sich habe 1807 taufen lassen. Die Neue Deutsche Biographie notiert dazu abweichend, der Urgroßvater sei Isaak Nathan Liepmann gewesen, ein Berliner Bankier jüdischen Glaubens (1762–1819), dessen Sohn Victor dann der Großvater von Otto Liman von Sanders gewesen sei. Als weitere Urgroßvater-Variante wird Wolff Nathan Liepmann genannt, diesmal geboren in Berlin 1763, dessen Sohn Victor der Großvater von Otto gewesen sei.

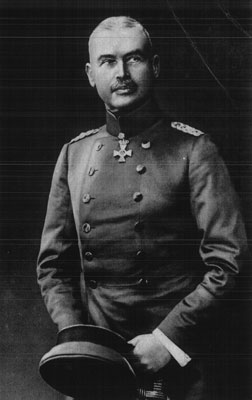
Otto Liman von Sanders als Kavallerieoffizier

Nach dem Abitur am Friedrich-Wilhelm-Gymnasium in Berlin trat Liman am 13. März 1874 als Fahnenjunker ins Leibgarde-Infanterie-Regiment (1. Großherzoglich Hessisches) Nr. 115 ein. Von 1878 bis 1881 besuchte er die Kriegsakademie und wechselte ins Garde-Dragoner-Regiment (1. Großherzoglich Hessisches) Nr. 23. 1885 wurde er zum Oberleutnant befördert, 1887 zum Generalstab kommandiert. 1889 wurde er Hauptmann, 1891 Eskadronchef. Als Major befehligte er 1900 das 2. Schlesische Husaren-Regiment Nr. 6, 1904 wurde er Oberst, 1908 Generalmajor. Als Generalleutnant war er bis zu seiner Abreise in die Türkei im Dezember 1913 Kommandeur der 22. Division.
Am 16. Juni 1913 wurde Liman anlässlich des 25-jährigen Regierungsjubiläums von Kaiser Wilhelm II. in den erblichen preußischen Adelsstand erhoben. Als Adelsprädikat wählte er den Geburtsnamen seiner verstorbenen ersten Frau Amelie von Sanders (1858–1906), die er 1877 in Darmstadt geheiratet hatte. Aus dieser Ehe waren drei Töchter hervorgegangen.

### Militärmission im Osmanischen Reich und Erster Weltkrieg
Nach seiner Ernennung zum Leiter einer Militärmission am 30. Juni 1913 wurde Liman von Sanders im Dezember in das Osmanische Reich entsandt, um dort die osmanische Armee, die sich in einem äußerst schlechten Zustand befand, neu zu organisieren. Der Rang, den er in der preußischen Armee bis zu seiner Abreise in das Osmanische Reich bekleidet hatte, war Generalleutnant. Dem Kontrakt der Militärmission gemäß hatte er, wie auch die übrigen deutschen Offiziere, innerhalb der osmanischen Armee den um einen Dienstgrad höheren Rang erhalten und wurde somit zum osmanischen General (Birinci Ferik). Infolge des Konfliktes um seine Ernennung zum Korpskommandanten in Konstantinopel (Liman-von-Sanders-Krise) wurde dieselbe annulliert und Liman von Sanders wurde vom deutschen Kaiser zum General der Kavallerie befördert – und somit zum Marschall der osmanischen Armee (osm. Müschir, türk. Mareşal). Zeitweise war er Ehrenvorsitzender der Deutsch-Türkischen Vereinigung.

#### Verteidigung der Dardanellen

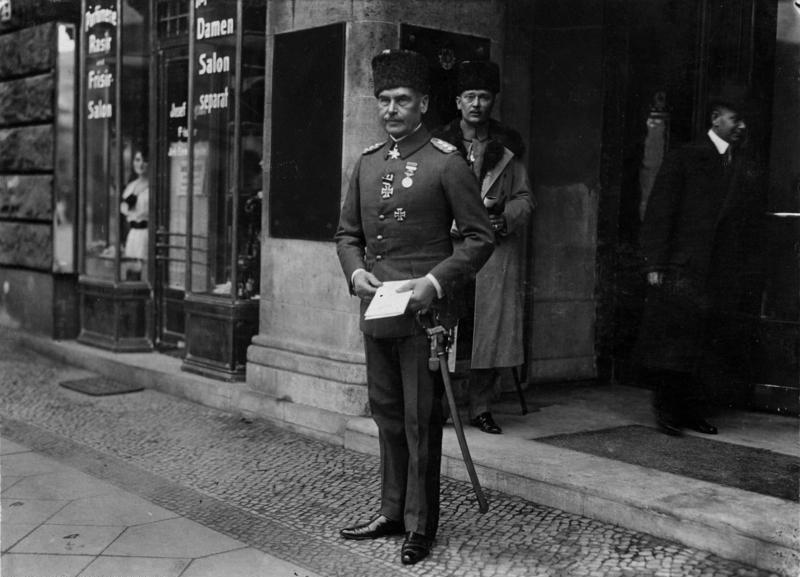
Liman von Sanders als türkischer Befehlshaber, 1916

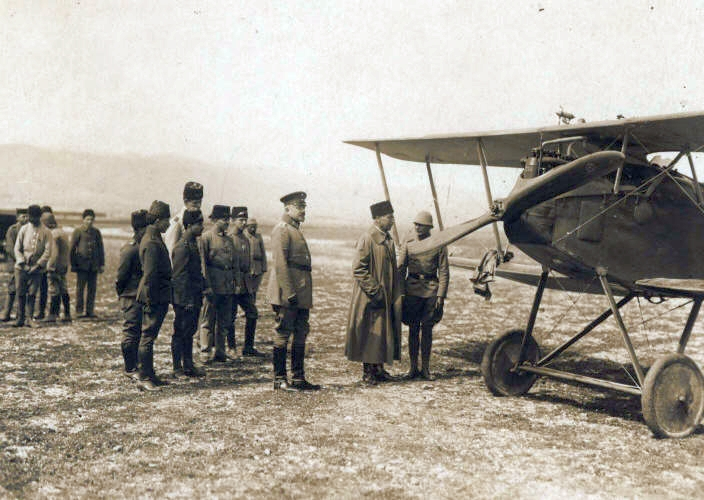
Sanders inspiziert mit Hans-Joachim Buddecke dessen Flugzeug

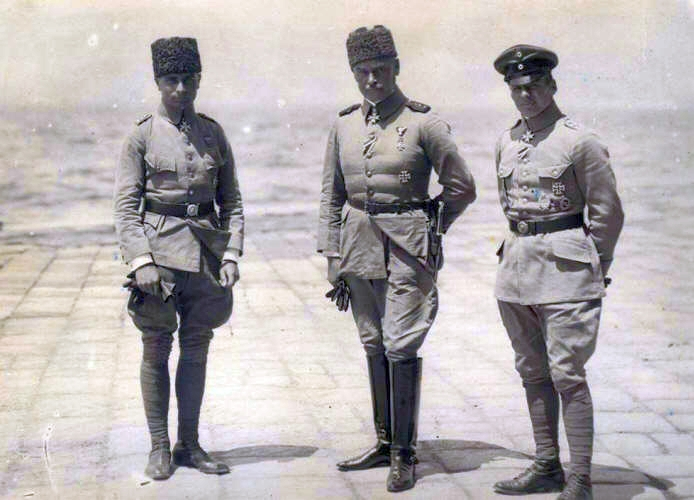
Buddecke, Liman von Sanders und Boelcke (von links)

Am 24. März 1915 übernahm Liman von Sanders den Oberbefehl über die zur Verteidigung der Dardanellen neu gebildete 5. Osmanische Armee auf der Halbinsel Gallipoli und konnte in der Schlacht von Gallipoli die Landungsversuche der Entente erfolgreich abwehren. Kommandant sämtlicher Küstenbefestigungen in den Dardanellen und im Bosporus war der deutsche Admiral Guido von Usedom. Als Delegierter des Flottenkommandos und Kommandant allen schwimmenden Materials fungierte in Çanakkale der deutsche Vizeadmiral Johannes Merten.

#### Oberbefehl über die Heeresgruppe Yıldırım
Von Februar bis November 1918 befehligte Liman von Sanders das deutsche Asien-Korps. Auf Bitte des osmanischen Kriegsministers Enver Pascha übernahm er Anfang März 1918 den Oberbefehl über die bis dahin mit wenig Erfolg von General von Falkenhayn geführte Heeresgruppe F (= „Jilderim“, türk. Yıldırım) mit der osmanischen 7. und 8. Armee sowie die 4. Armee in Palästina und Syrien. Angesichts der britischen Übermacht an Mensch und Material stimmte er jedoch nur unter der Bedingung zu, bei seiner Aufgabe mit genügend Truppen unterstützt zu werden. Doch entgegen dieser Abmachung erhielt er keine nennenswerten Verstärkungen, während der von Enver Pascha initiierte osmanische Vorstoß an der Kaukasusfront wertvolle Truppen band. So konnte Liman von Sanders den britischen Vormarsch in Palästina zwar zunächst verlangsamen, doch war die Verteidigungsfront letztlich nicht zu halten und brach nach der verlorenen Palästinaschlacht 1918 völlig zusammen.

### Nach dem Krieg
Nach Ende des Ersten Weltkrieges war er für die Rückführung der deutschen Truppen aus dem Osmanischen Reich verantwortlich. Am 28. Januar 1919 trat er die Rückreise an, am 3. Februar wurde er von den Briten auf Malta wegen Kriegsverbrechen gegen Armenier und Griechen im Osmanischen Reich festgehalten. Obwohl dieser Vorwurf nicht bewiesen werden konnte und sich selbst Sir Ian Hamilton, sein Hauptgegner in der Dardanellenschlacht, für ihn eingesetzt haben soll, blieb er bis zum 21. August in Haft (davon 2½ Monate Einzelhaft). Am 4. September 1919 traf er in Berlin ein und wurde am 10. Oktober zur Disposition gestellt.
Liman von Sanders ließ sich in München nieder und heiratete in zweiter Ehe Elisabeth, geborene Alberti aus Budapest. Nach dem Krieg wurde er Geschäftsführer des Badischen Hilfswerks und anschließend des Roten Kreuzes in Baden.
Er wurde in Darmstadt auf dem alten Friedhof neben seiner ersten Frau begraben (Grabstelle: II N 28).

## Wirkung und Bewertung

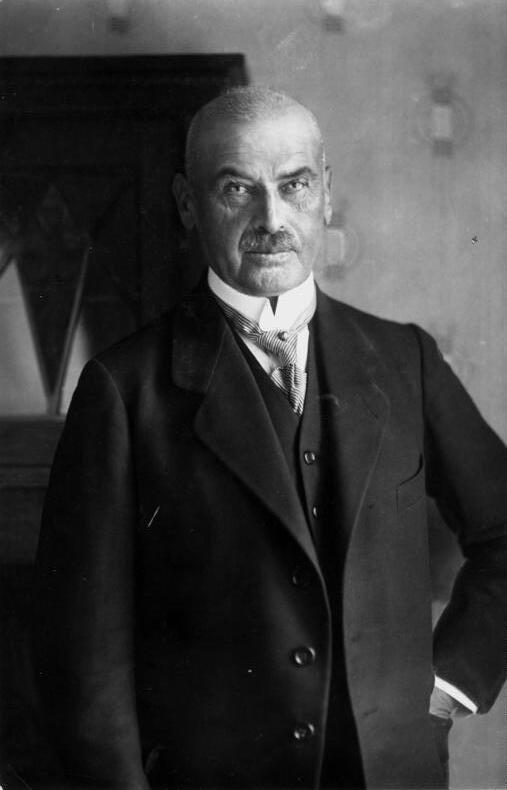
Liman von Sanders, 1919

Obwohl Liman von Sanders die strategische Grundlage für den bedeutungsvollen Sieg über die Entente in der Schlacht um den Zugang zu den Dardanellen gelegt hat, der als Zeichen der effektiven Reorganisation des osmanischen Heeres der moralischen Depression in Heer und Öffentlichkeit nachhaltig entgegenwirkte, wurde dem in seiner undiplomatischen Vorgehensweise bei vielen Deutschen wie Türken unbeliebten Preußen aus verschiedenen Gründen kaum eine angemessene Würdigung zuteil.
Schon während des Krieges hatten verschiedene Faktoren einer Bündelung der Kräfte entgegengestanden und das Ansehen und die Effizienz des deutschen Einsatzes im Osmanischen Reich geschmälert.
- Die Kompetenzen von Militärmission und deren Leiter Liman von Sanders und der deutschen Botschaft und deren Militärbevollmächtigten waren nicht eindeutig geregelt. Deutscher Botschafter in Istanbul war von 1912 bis Oktober 1915 Hans von Wangenheim, dann (bis Herbst 1916) Paul Wolff-Metternich, (bis August 1917) Richard von Kühlmann und ab Herbst 1917 Johann Heinrich von Bernstorff. Militärattaché war ab Sommer 1915 bis Kriegsende Generalmajor Otto von Lossow.[24][25]
- Eine ähnlich eigenständige und daher dem Einfluss Liman von Sanders abträgliche Rolle spielten zum anderen mehrere ranghöhere Offiziere und der „Chef“ des osmanischen Generalstabs, General Friedrich Bronsart von Schellendorf, später General von Seeckt. Formal betrachtet, waren diese eigentlich Stellvertreter des nominellen Generalstab-Chefs, Enver Pascha, von welchem sie letztlich abhängig waren.[26][27] Sie verfolgten gemeinsam mit Enver expansionistische Motive, die dem Bemühen Limans um eine Stärkung der Wehrkraft der osmanischen Armee oft entgegenstanden.[28]
- Zum Feind vieler deutscher Offiziere und zum Ziel ihrer Intrigen hatte sich Liman von Sanders auch gemacht, indem er – anders als Enver – gemäß dem Kontrakt der Militärmission seinen Generalstab in Gallipoli praktisch ausschließlich durch türkische Offiziere besetzte, deren Heranbildung zu selbständiger Tätigkeit er gewissenhaft betrieb, zumal er einen türkischen Generalstab als Garant für eine funktionierende Verbindung zur Truppe ansah.[29][30]
- Liman war zu Beginn des Ersten Weltkrieges einer von nur drei deutschen Offizieren im Generals- oder Admiralsrang jüdischer Herkunft.[31] So wirkte sich auch die erhebliche antisemitische Stimmung in den bürgerlichen Kreisen Deutschlands, vor allem im konservativen Offiziers- und Beamtenapparat, negativ aus.
- Unter den Jungtürken mit dem Kriegsminister Enver Pascha wurde sowohl Limans Verdienst wie auch das von Mustafa Kemal verschwiegen oder heruntergespielt.[32] Später wurde unter dem Gazi Mustafa Kemal (ab 1934: Kemal „Atatürk“) als Präsident und Gründer der kemalistischen Republik naheliegenderweise das Andenken an Mustafa Kemals hervorragende truppenführerische und taktische Erfolge in der Schlacht um Gallipoli bevorzugt gepflegt, nicht aber an die strategische und militärreformerische Tätigkeit der deutschen Militärmission.[33]

„Es kann keinem Zweifel unterliegen, daß das Hauptverdienst an der erfolgreichen Landverteidigung der Meerenge dem Marschall Liman zukommt. Seine militärischen Kenntnisse, seine Energie, Tatkraft und Ausdauer hatten sich im Vergleiche zu den Fähigkeiten seines englischen Gegners als unvergleichlich höherstehend erwiesen. Ähnlich jedoch, wie es vielen verdienten Männern geschehen ist, fand auch Liman weder die ihm gebührende Anerkennung noch Belohnung für seine Verdienste. Er hatte eben zu viele Feinde und Neider sowohl unter den Türken als auch unter den Deutschen. Sein Eintreffen in Istanbul [nach dem Sieg um Gallipoli] verlief still und unbemerkt; am Bahnhofe hatten sich bloß Enver Pascha und einige offizielle Persönlichkeiten […] zur Begrüßung eingefunden. Meinem Gefühl nach hätte einem Mann, der damals geradezu als Retter des osmanischen Reiches angesehen werden musste, ein ganz anderer Empfang bereitet werden sollen.“

- Schließlich erhob gerade die Bevölkerung, die besonders von Liman von Sanders und gegen den Widerstand der Türken Schutz und Hilfe erhielt und ihn während des Krieges besonders verehrte – so die Griechen aus Smyrna (türkisch Izmir) und aus dem übrigen kleinasiatischen Küstengebiet –, nach dem Waffenstillstand unvermittelt die schwersten Anschuldigungen gegen die Deutschen und den Leiter der Militärmission.[35] Während Liman von Sanders in seinen Kriegserinnerungen die Anspruchslosigkeit, Zähigkeit und Treue des einfachen anatolischen Soldaten mehrfach hervorhebt,[36] weist er mit Unverständnis auf die Vorwürfe gerade dieser levantinischen Bevölkerung hin, die ihn letztlich auch unberechtigterweise[37] für die Verfolgung der Armenier verantwortlich machen wollte.[38] Dabei war Liman der einzige ranghohe deutsche Militär gewesen, der den Massenverhaftungen und -deportationen im Zusammenhang mit dem Völkermord an den Armeniern – auch aus militärpolitischen Erwägungen – entgegengetreten war (für das Gebiet von Smyrna mit Erfolg; auf seine Drohung an den Wālī, er werde Deportationen der armenischen Zivilbevölkerung mit Waffengewalt entgegentreten, wurden diese im November 1916 eingestellt).[39] In der Zeitschrift 20. Jahrhundert bezeichnete Liman von Sanders es als eine Schmach, dass deutsche Offiziere vor der ganzen Welt mit „Massacres des Arméniens“ belastet worden seien, während sie im Gegenteil pflichtgemäß für die Armenier eingetreten seien, wo dies nur möglich gewesen sei.[40]

## Ehrungen

### Deutsche Auszeichnungen
- Orden Pour le Mérite mit Eichenlaub am 10. Januar 1916[41]
- Dr. phil. h. c. der Universität Jena im August 1918[42]
- Ehrenmedaille von dem Jugendstilkünstler Max Lange.
- 1916 Silbermedaille, 33,3 mm. Brustbild in Uniform en face. Rückseite: AM 18. DEZ. 1915 u. a. 9. JAN. 1916 WAR DIE SÄUBERUNG VON GALLIPOLI. Medailleur: Albert Moritz Wolff. Literatur: Zetzmann 4118.

### Osmanische Auszeichnungen
- Eiserner Halbmond (1915)
- Osmanî Nişanı I. Klasse am 24. Januar 1915
- İmtiyaz Nişanı I. Klasse mit Säbeln am 10. März 1915
- Mecidî Nişanı am 12. August 1918

## Schriften (Auswahl)
- Fünf Jahre Türkei. Von General der Kavallerie Liman von Sanders. August Scherl, Berlin 1920 (französisch 1923, englisch 1928).[43]

## Film
- In dem 2012 produzierten türkischen Spielfilm Çanakkale 1915 wird Liman von Sanders von Reinhard Zich dargestellt.